# Royal New Zealand Navy
Die Königlich Neuseeländische Marine (englisch Royal New Zealand Navy, abgekürzt RNZN, Maori Te Taua Moana „Die Meeresarmee“) ist die Seestreitmacht der Streitkräfte von Neuseeland.

## Geschichte

### Anfänge
Die New Zealand Navy existierte vor dem Jahr 1941 nicht als eigenständige Marine. Trotzdem gab es maritime Aktivitäten, die zunächst unter der Führung der Royal Navy durchgeführt wurden. Im Jahr 1909 beschloss die Regierung Neuseelands den Kauf des Schlachtkreuzers New Zealand von der Royal Navy, der während des Ersten Weltkriegs in Europa eingesetzt wurde. Die New Zealand Naval Forces wurden durch den Naval Defence Act von 1913 als Teil der Royal Navy gegründet.

### Erster Weltkrieg und Zwischenkriegszeit
Der erste Kauf der Regierung Neuseelands für die New Zealand Naval Forces war 1913 der Kreuzer Philomel der veralteten Pearl-Klasse, der zuletzt Dienst auf der East Indies Station geleistet hatte. Er kam kurz vor Kriegsbeginn als Ausbildungsschiff in Dienst und eskortierte 1914 Neuseeländische Truppen zur Eroberung der Deutschen Kolonie Samoa. Die Philomel wurde danach unter dem Kommando der Royal Navy gegen die Türkei im Mittelmeer, dem Roten Meer und dem Persischen Golf bis 1917 eingesetzt.
Von 1921 bis 1941 wurden die Streitkräfte New Zealand Division of the Royal Navy genannt.
Zwischen den Weltkriegen umfasste die New Zealand Division 14 Schiffe, darunter die Leichten Kreuzer Leander und Achilles und der Minensucher Wakakura.

### Zweiter Weltkrieg
Als Großbritannien 1939 Deutschland den Krieg erklärte, erfolgte umgehend der Eintritt Neuseelands in den Krieg auf Seiten der Briten.
Bekannt wurde unter anderem die Teilnahme der HMNZS Achilles am ersten größeren Seegefecht des Zweiten Weltkriegs, der Seeschlacht vor dem Río de la Plata.
Die New Zealand Division of the Royal Navy wurde am 1. Oktober 1941 in Royal New Zealand Navy (RNZN) umbenannt. Damit wurden die Seestreitkräfte eigenständig und unabhängig von der Royal Navy. Die Schiffe wurden daraufhin mit dem Präfix HMNZS (His/Her Majesty’s New Zealand Ship) geführt.
Im weiteren Verlauf des Krieges wuchs die Royal New Zealand Navy stark an. Gegen Ende waren über 60 Schiffe im Dienst. Darunter befanden sich viele requirierte und bewaffnete Frachtschiffe.
Die Schiffe nahmen im Rahmen der Kämpfe der Briten und des ganzen Commonwealth gegen die Achsenmächte in Europa und gegen die Japaner im Pazifik an Kampfhandlungen teil. Außerdem spielten sie eine wichtige Rolle in der Verteidigung Neuseelands, vor allem als 1942 die Gefahr einer Invasion durch Japan akut erschien. Während der Jahre 1941–1942 wurde die Royal New Zealand Navy im Pazifik unter amerikanisches Oberkommando gestellt. Die Streitkräfte unterstanden damit dem South West Pacific Area command, die Schiffe wurden in die Taskforces der United States 7th Fleet eingegliedert.
Im November 1944 wurde die British Pacific Fleet, eine Taskforce aus Einheiten der Briten und des Commonwealth in Sydney gebildet. Die meisten Schiffe der Royal New Zealand Navy wurden in die British Pacific Fleet transferiert. Die Royal New Zealand Navy nahm an der Schlacht um Okinawa und Operationen bei den Sakishima-Inseln nahe Japan teil.
Im August 1945 war die HMNZS Gambia Vertreter Neuseelands bei der Kapitulation Japans.

### Nach dem Zweiten Weltkrieg
Schiffe der Royal New Zealand Navy nahmen am Koreakrieg und an Kämpfen in Malaysia während der 1950er und 1960er Jahre teil. In den letzten drei Jahrzehnten hat die Royal New Zealand Navy mehrfach im Mittleren Osten operiert. Die Royal New Zealand Navy unterstützte die Royal Navy während des Ersten Golfkriegs beim Schutz neutraler Schiffe im Indischen Ozean. Die Royal New Zealand Navy entsandte Fregatten in den Zweiten Golfkrieg und in die Operation Enduring Freedom.
Die Royal New Zealand Navy hat ebenfalls einen wichtigen Part in Konflikten auf dem Pazifik gespielt. Marineeinheiten wurden in den 1990er Jahren in den Konflikten auf Bougainville, den Salomonen und Osttimor eingesetzt. Die Royal New Zealand Navy nimmt häufig an Friedensmissionen der Vereinten Nationen teil. Der Befehlshaber der Marine war seit 1961 der Commodore in Auckland, seit März 1993 ist dies der Maritime Commander.

## Auftrag
Die Rolle der New Zealand Defence Force wird folgendermaßen beschrieben:

“to secure New Zealand from external threat, to protect our sovereign interests, including in the Exclusive Economic Zone (EEZ) and to be able to take action to meet likely contingencies in our strategic area of interest.”

„Neuseeland einschließlich der Ausschließlichen Wirtschaftszone vor äußeren Gefahren zu sichern, die Souveränität zu schützen und fähig zu sein, wahrscheinlichen Gefährdungen in unser Interessenssphäre entgegenzutreten“

Die Navy erfüllt hierbei die maritimen Elemente der Mission der New Zealand Defence Force.

## Flotte
| Schiffsklasse                | Foto               | Schiffe                       | Anmerkungen                   |                    |                    |                    |
| Naval Combat Force           | Naval Combat Force | Naval Combat Force            | Naval Combat Force            | Naval Combat Force | Naval Combat Force | Naval Combat Force |
| ---------------------------- | ------------------ | ----------------------------- | ----------------------------- | ------------------ | ------------------ | ------------------ |
| ANZAC (Blohm+Voss MEKO 200)  |                    | Te Kaha (F77) Te Mana (F111)  |                               |                    |                    |                    |
| Naval Logistic Support Force |                    |                               |                               |                    |                    |                    |
| Canterbury                   |                    | Canterbury (L421)             |                               |                    |                    |                    |
| Polar                        |                    | Aotearoa (A11)                |                               |                    |                    |                    |
| Naval Combat Patrol Force    |                    |                               |                               |                    |                    |                    |
| Otago                        |                    | Otago (P148) Wellington (P55) | Hochseepatrouillenboote (OPV) |                    |                    |                    |
| Lake                         |                    | Hawea (P3567) Taupo (P3570)   | Küstenpatrouillenboote (IPV)  |                    |                    |                    |